# Leandro Santoro
Leandro Jorge Santoro (Buenos Aires, 11 de enero de 1976), es un politólogo, docente, político y diputado nacional argentino. Es actual Legislador electo de la Ciudad de Buenos Aires representando a la agrupación política progresista y de centroizquierda llamada "Es Ahora Buenos Aires".

## Biografía
Nació el 11 de enero de 1976, en el barrio de Boedo, de la ciudad argentina de Buenos Aires.
Terminó sus estudios secundarios en el Colegio Salesiano San Francisco de Sales, del que reconoce su formación social. Estudió Ciencia Política en la Universidad de Buenos Aires. Participa en política desde los 13 años.

## Trayectoria
Fue subsecretario del Ciclo Básico Común de la Universidad de Buenos Aires (2014), coordinador del Plan Estratégico de la Ciudad Autónoma de Buenos Aires (2006) y docente de la carrera de Ciencia Política en la Universidad de Buenos Aires en el programa "UBA XXI" de enseñanza universitaria en contexto de encierro.
Durante la presidencia de Cristina Fernández de Kirchner ejerció el cargo de subsecretario nacional  para la Reforma Institucional y Fortalecimiento de la Democracia (2015). La designación fue realizada por el Jefe de Gabinete Aníbal Fernández, desplazando a Nicolás Noriega.

## Vida política
Tiene una trayectoria política iniciada en su juventud en la Unión Cívica Radical, cuyo líder político fue el expresidente Raúl Alfonsín con quien tuvo un importante vínculo personal y político.
Fue candidato a Vicejefe de Gobierno de la Ciudad Autónoma de Buenos Aires en la fórmula que encabezó Mariano Recalde (2015).
En las elecciones legislativas de 2017, ocupó el cuarto lugar de la lista Unidad Porteña. resultando electo como Legislador de la Ciudad de Buenos Aires (2017-2021). La lista obtuvo el 20,8% de los votos y seis de los 30 legisladores electos.

## Diputado nacional
Fue electo diputado nacional en las elecciones legislativas de 2021, en representación de la Ciudad Autónoma de Buenos Aires, por la coalición Frente de Todos; con el 461.514 los votos. Fue posesionado el 10 de diciembre del mismo año.

## Candidato a Jefe de Gobierno Porteño 2023
Participó en las elecciones generales de 2023, para ocupar la Jefatura de Gobierno de la Ciudad de Buenos Aires, por la coalición Unión por la Patria, alcanzando el segundo lugar con el 32.20% del escrutinio de los votos, perdiendo ante Jorge Macri (JxC) y superando a Ramiro Marra (LLA).
Santoro había logrado pasar a segunda vuelta ya que Jorge Macri no había llegado al 50%, pero finalmente bajó su candidatura y decide no presentarse, dejando así a Macri como el nuevo jefe de gobierno.

## Vida privada
Santoro no tiene hermanos. Estuvo casado con la política Cecilia Moreau, con quien tuvo una hija, Francisca. Luego, se casó con la farmacéutica, Clara González Sorey, a quien conoció en su adolescencia, y con quien tuvo una hija, Antonia.

## Historial electoral
|  | 21,91 % |

|  | 21,26 % |

|  | 25,06 % |

|  | 22,17 % |

|  | 32,27 % |

|  | 27,35 % |